# Tetsuo Nagata
Tetsuo Nagata est un directeur de la photographie japonais, qui travaille surtout pour le cinéma français. Il a gagné le César de la meilleure photo pour La Chambre des officiers et La Môme.

## Filmographie
- 1992 : Faut pas rêver (court-métrage) de Michel Thibaud
- 1996 : Le Dernier Chaperon rouge de Jan Kounen
- 1999 : C'est quoi la vie ? de François Dupeyron
- 2000 : Stand-by de Roch Stéphanik
- 2001 : La Chambre des officiers de François Dupeyron
- 2002 : Riders de Gérard Pirès
- 2003 : Laisse tes mains sur mes hanches de Chantal Lauby
- 2004 : Blueberry, l'expérience secrète (Blueberry) de Jan Kounen
- 2004 : Narco de Tristan Aurouet et Gilles Lellouche
- 2005 : Animal de Roselyne Bosch
- 2005 : Daiteiden no yoru ni de Takashi Minamoto
- 2006 : Paris, je t'aime (segment Quartier de La Madeleine) de Vincenzo Natali
- 2007 : La Môme d'Olivier Dahan
- 2009 : Splice de Vincenzo Natali
- 2009 : Micmacs à tire-larigot de Jean-Pierre Jeunet
- 2010 : Leonie de Hisako Matsui
- 2012 : Russendisko d'Oliver Ziegenbalg
- 2015 : 125 Years Memory de Mitsutoshi Tanaka
- 2022 : Dhaakad de Razneesh Ghai

## Distinctions
- César de la meilleure photographie 2002 pour La Chambre des officiers
- César de la meilleure photographie 2008 pour La Môme